# Ministerio de Hidrocarburos (Bolivia)
El Ministerio de Hidrocarburos y Energía (Min-HE) es un ministerio de Bolivia responsable de proponer y dirigir la política de desarrollo hidrocarburífero. Tiene tres viceministerios: Exploración y explotación; Planificación y desarrollo Hidrocarburifero y Industrialización, comercialización, transporte y almacenaje de hidrocarburos.

## Ministros
- Luis Alberto Sánchez, desde el 23 de enero de 2015 hasta el 10 de noviembre de 2019.[2][3]

### Viceministros

#### Viceministerio de Exploración y Explotación
- Alberto Torrico Borja

#### Viceministerio de Planificación y Desarrollo Hidrocarburífero
- Carlos Crispin Quispe Lima

#### Viceministerio de Industrialización, Comercialización,Transporte y Almacenaje de Hidrocarburos
- Humberto Salinas